# جيروم كوبل
جيروم كوبل (بالفرنسية: Jérôme Coppel)‏ مواليد 6 أغسطس 1986 في فرنسا، هو دراج فرنسي في صنف سباق الدراجات على الطريق.

## سجل النتائج

### المراكز
- حقق المركز الـ 9 في باريس-نايس 2010

## الميداليات
| الميدالية | المسابقة                                    |
| --------- | ------------------------------------------- |
| برونزية   | بطولة العالم لسباق الدراجات على الطريق 2006 |
| برونزية   | بطولة العالم لسباق الدراجات على الطريق 2007 |
| برونزية   | بطولة العالم لسباق الدراجات على الطريق 2015 |

## وصلات خارجية
- الموقع الرسمي

## روابط خارجية
- جيروم كوبل على موقع الاتحاد الدولي للدراجات (الإنجليزية)
- جيروم كوبل على موقع أرشيف الدراجات (الإنجليزية)
- جيروم كوبل على موقع إحصائيات الدراجات الإحترافية (الإنجليزية)
- جيروم كوبل على موقع نسبة الدراجات (الإنجليزية)
- جيروم كوبل على موقع CycleBase (الإنجليزية)